# SixTONES
SixTONES（ストーンズ）は、日本の6人組男性アイドルグループ。所属事務所はSTARTO ENTERTAINMENT、所属レーベルはソニー・ミュージックレーベルズ。2015年5月1日結成。2020年1月22日、シングル「Imitation Rain/D.D.」でCDデビュー。

## メンバー
特記がない限り、出典は公式サイトの「Profile」。
| 名前                                | 生年月日              | 出身地   | 血液型 | 身長  | メンバーカラー | リーダー歴     |
| ----------------------------------- | --------------------- | -------- | ------ | ----- | -------------- | -------------- |
| ジェシー                            | 1996年6月11日（29歳） | 東京都   | O型    | 184cm | 赤             | 2024年         |
| 京本 大我 （きょうもと たいが）     | 1994年12月3日（30歳） | 東京都   | B型    | 174cm | ピンク         |                |
| 松村 北斗 （まつむら ほくと）       | 1995年6月18日（30歳） | 静岡県   | B型    | 177cm | 黒             | 2021年         |
| 髙地 優吾 （こうち ゆうご）         | 3月8日（年齢非公開）  | 神奈川県 | A型    | 175cm | 黄             | 2020年・2022年 |
| 森本 慎太郎 （もりもと しんたろう） | 1997年7月15日（28歳） | 神奈川県 | A型    | 175cm | 緑             | 2023年・2025年 |
| 田中 樹 （たなか じゅり）           | 1995年6月15日（30歳） | 千葉県   | B型    | 175cm | 青             |                |

## グループについて

### グループ名の由来
ジャニー喜多川により命名。その読み方から「原石」、"ド" を抜いた "レミファソラシ" の6音のように "6人それぞれの個性を出せるように"「音域」、"TONE" から「音の6原色」、「音色」といった意味が込められている。
読みは当初「シックストーンズ」だったが、グループ名発表の翌日になってジャニーが「（グループ名が）長いよ。僕がつけた名前を略されるのも嫌だ」と主張し始めたため、小文字の "ix" を抜いた大文字だけを読んだ「ストーンズ」に変更された。

### 年次リーダー
当初はあえてリーダーを決めていなかったが、2020年1月11日放送『嵐にしやがれ』（日本テレビ系）にて、大野智（嵐）の提案により突如その場でリーダーを決めることになり、メンバー内で多数決を行った結果、髙地が初代リーダーに決定。
翌年は「年を越して1発目にみんなでじゃんけんをして、勝ったやつ運良いよね。そいつに引っ張ってもらおう」との理由から、2021年リーダーが松村に決定する。以降も毎年1月の年始（その年一番最初のYouTube生配信内）にてじゃんけんを行い、その年のリーダーを決定している事が多い。

## 来歴

### グループ結成まで
Sexy Zoneがデビューした2011年冬、A.B.C-ZやHey! Say! JUMPのコンサートバックジュニアとして活動。2012年2月、A.B.C-Z初演作『ABC座』出演期間中に6人が呼び出され、日本テレビ深夜ドラマ枠『私立バカレア高校』への出演が告げられる。以後、6人は「バカレア組」と呼ばれるようになる。深夜枠にもかかわらず、平均視聴率2.8%と高視聴率を記録し、映画化が決定。10月13日、映画『劇場版 私立バカレア高校』が公開された。
また、この時期に6人でジャニー喜多川に直談判し、「Johnny's Jr. Johnny's Dome Theatre 〜SUMMARY〜」を開催。年末に開催された「フレッシュジャニーズJr. IN 横浜アリーナ」では、スクリーンに『私立バカレア高校』の映像が流され、主題歌「Shake It Up」を披露。
翌年2013年1月放送の『ザ少年倶楽部』にて、6人での「SIX SENSES」が放送されるが、翌月の放送では、ジェシー・松村の2人と、京本・髙地・森本・田中の4人に分かれての出演となり、その出演を最後に同番組内で6人が揃ってパフォーマンスを披露することがなくなる。同年春の「Live House ジャニーズ銀座」で、再び6人での出演が発表されるが、突然、ジェシー・松村の2人と、京本・髙地・森本・田中の4人に分かれての出演が発表され、その後も6人が揃うことはほぼなくなった。
翌年2014年の「ジャニーズ銀座2014」で、ジェシーと他5人に分かれての出演だったが、同時期に開催された「ガムシャラ J's party!! vol.4」では、6人が1年半ぶりに再集結し「Shake It Up」を披露。しかし、同年10月発売の『Myojo』11月号掲載の松村と京本の対談内で「同じステージに立っているのにしっくりこなくて…」「この公演をキッカケに、バカレアへの未練はなくなった」と、当時の複雑な心境を語っている。
ところが、同誌発売の翌月、年末に開催される「ガムシャラ J's party!! vol.6」の出演メンバーに、岩橋玄樹・神宮寺勇太・岸優太らと共に6人揃っての出演が発表された。2015年発売の同誌3月号では「バカレア組」の文字が本公演のレポート内で掲載され、さらに『Duet』2月号では、本公演本番前夜の6人への取材レポートが掲載された。
2015年1月放送の『ザ少年倶楽部』では、2年ぶりに6人で「HELL, NO」を披露。同年4月開催の「ジャニーズ銀座2015」では、舞台『エリザベート』と日程が重なったため、京本を除く5人での出演が発表されるが、初日より京本が飛び入り参加 。公演2日目の5月1日昼の部にて、6人よりグループ結成と新ユニット名が発表された。
再結成当時、森本と京本は事務所を辞めることも考え、田中は高校卒業後の進路に悩み、それぞれが現状に対し思い詰め、停滞時期を迎えていた。久しぶりの6人での撮影後、ジェシーが一緒に帰っていた髙地に「やっぱり6人でやりたい、みんなを集めてくれないか」と頼み、後日、6人でジャニー喜多川に「1曲だけでいい、6人でやりたい」とかけ合ったのち、グループ結成に至った。

### ジャニーズJr.時代
2015年5月1日開催の「ジャニーズ銀座2015」昼公演にて、SixTONESの結成を発表。9月には、舞台『少年たち 世界の夢が・・・戦争を知らない子供達』で、Snow Manと共に初主演を果たす。以降、5年間にわたり『少年たち』の共主演を務める。
2018年3月21日に開設されたジャニーズJr.の公式YouTubeチャンネル「ジャニーズJr.チャンネル」で金曜日を担当する。10月には、YouTubeが世界各地で展開している「YouTubeアーティストプロモキャンペーン」に抜擢され、同月29日には、キャッチコピー「ジャニーズをデジタルに放つ新世代。」と共に、東京・JR品川駅構内をはじめ、都内各所でポスターが掲出された。また、11月5日に滝沢秀明プロデュースの「JAPONICA STYLE」ミュージックビデオをジャニーズJr.チャンネルにて公開。12月11日には、幕張メッセにて開催された「YouTube FanFest Music」に大トリで出演した。
2019年8月8日、東京ドームにて開催された「ジャニーズJr.8・8祭り 〜東京ドームから始まる〜」の公演中、2020年にSnow Manと同時CDデビューをすることを発表。ジャニーズJr.チャンネルを卒業し、同日、単独の公式YouTubeチャンネルと公式Instagramを開設した。
10月23日のジャニーズ事務所公式YouTubeチャンネルにて行われた生配信において、デビュー日と両A面シングルでの同時CDデビューを発表。12月31日放送の『第70回NHK紅白歌合戦』には、ジャニー喜多川の追悼企画として、Snow Man・ジャニーズJr.と共に出演し、パフォーマンスを披露した。CDデビューは、喜多川が倒れる2日前の6月16日に滝沢と決定され、6月28日にメンバー全員が喜多川の病室に集められて初めて知らされた。

### デビュー後
2020年
1月22日、デビューシングル「Imitation Rain/D.D.」をリリース。本シングルは、初日77.3万枚を売り上げ、オリコンデイリーランキングにて、初登場1位を記録。リリース3日目の1月23日付オリコンデイリーランキングでは、109.4万枚を売り上げ、ミリオンセラーを達成した。4月4日には、冠ラジオ番組『SixTONESのオールナイトニッポンサタデースペシャル』が、ニッポン放送にて放送開始。
7月22日、2ndシングル「NAVIGATOR」をリリースし、フジテレビ系ノイタミナ枠テレビアニメ『富豪刑事 Balance:UNLIMITED』オープニングテーマに起用された。11月11日には、読売テレビ・日本テレビ系テレビアニメ『半妖の夜叉姫』オープニングテーマを表題曲とする3rdシングル「NEW ERA」をリリース。上記2作品、および10月17日にリリースされた映像作品『TrackONE -IMPACT-』の売上により、オリコン年間ランキング2020のアーティスト別セールス部門・新人ランキングにて、1位を獲得。
ジャニーズ事務所による新型コロナウイルス感染拡大防止の支援活動「Smile Up! Project」の一環として、2020年5月に結成された期間限定ユニット・Twenty★Twentyによるチャリティーソング「smile」にも参加した。
12月24日・25日放送のニッポン放送『第46回ラジオ・チャリティー・ミュージックソン』では、Kis-My-Ft2と共にパーソナリティを務める。31日には、『第71回NHK紅白歌合戦』で紅白初出場を果たし「Imitation Rain」を歌唱した。
2021年
1月6日、1stアルバム『1ST』をリリース。翌月2月17日リリースの4thシングル「僕が僕じゃないみたいだ」は、松村と森七菜が主演を務めた映画『ライアー×ライアー』の主題歌に起用された。同年8月11日には、5thシングル「マスカラ」をリリース。本楽曲は、常田大希（King Gnu・MILLENNIUM PARADE）が、作詞・作曲を担当している。
5月には、グループ結成6周年を記念した「スペシャル月間」として「Strawberry Breakfast」「Lifetime」ミュージックビデオを公開するなど、各種企画が行われた。12月には、単独で『第47回ラジオ・チャリティー・ミュージックソン』パーソナリティを担当した。31日には、2度目となる『第72回NHK紅白歌合戦』に出場し「マスカラ」を歌唱。
2022年
1月5日、2ndアルバム『CITY』をリリース。リード曲「Rosy」は、映画『スパイダーマン:ノー・ウェイ・ホーム』日本語吹替版主題歌となった。続く3月2日リリースの6thシングル「共鳴」では、再び『半妖の夜叉姫』オープニングテーマを担当。6月8日には、松村が出演するフジテレビ系連続ドラマ『恋なんて、本気でやってどうするの?』挿入歌が表題曲の7thシングル「わたし」をリリース。8月5日には、新曲「PARTY PEOPLE」ミュージックビデオを公開。
4月5日より、2度のパイロット版を経て『バリューの真実』が、レギュラー番組として放送開始。グループ結成7周年である5月1日には、グループの公式Twitterを開設した。
11月2日には、8thシングル「Good Luck!/ふたり」をリリース。グループ初の両A面シングルであり「Good Luck!」は、ジェシーが主演を務めたテレビ朝日系金曜ナイトドラマ『最初はパー』主題歌、「ふたり」は、京本が主演を務めた日本テレビ系シンドラ枠連続ドラマ『束の間の一花』主題歌に起用された。12月31日には、3度目となる『第73回NHK紅白歌合戦』に出場し「Good Luck!」を歌唱。トップバッターを飾った。
2023年
1月4日、3rdアルバム『声』をリリース。12月9日には、本アルバムのリリースを記念し、グループの公式TikTokが開設された。
4月12日、9thシングル「ABARERO」をリリース。続く6月14日には、森本と髙橋海人（King & Prince）が主演を務めた日本テレビ系日曜ドラマ『だが、情熱はある』主題歌が表題曲の10thシングル「こっから」をリリース。9月23日、本楽曲のミュージックビデオが、グループ初となる1億回再生を突破した。
8月30日、松村と西畑大吾（なにわ男子）が主演を務めたテレビ朝日系オシドラサタデー『ノッキンオン・ロックドドア』主題歌が表題曲の11thシングル「CREAK」をリリース。
2024年
1月10日、4thアルバム『THE VIBES』をリリース。4月10日には、STARTO ENTERTAINMENT所属の14組75名が参加するプロジェクト・STARTO for youによるチャリティーソング「WE ARE」が、デジタルリリースされた。本楽曲の収益は、令和6年能登半島地震の被災者に全額寄付される。6月12日には、CDシングルとしてもリリースされた。
グループ結成日である5月1日には、京本が主演を務めたカンテレ・フジテレビ系火ドラ★イレブン『お迎え渋谷くん』主題歌が表題曲の12thシングル「音色」をリリース。本シングルは、初週52.3万枚を売り上げ、2ndシングル「NAVIGATOR」以来となる、ハーフミリオンを達成した。
5月12日、大阪・万博記念公園もみじ川芝生広場にて開催された音楽フェス「ごぶごぶフェスティバル」に出演。グループ初となる音楽フェス出演となった。
7月10日、13thシングル「GONG/ここに帰ってきて」をリリース。「GONG」は、田中が出演した日本テレビ系日曜ドラマ『ACMA:GAME アクマゲーム』挿入歌、「ここに帰ってきて」は、京本が主演を務めた映画『言えない秘密』主題歌に起用された。
9月15日、冠番組『SixTONESの今日からプロデューサーズ!』が、日本テレビにて放送された。22日には、第2弾『Game of SixTONES』が放送された。グループ初となる民放での冠番組となる。12月26日には、神奈川にて開催されたアコースティックライブ「MTV Unplugged: SixTONES」に出演。
2025年
1月15日、5thアルバム『GOLD』をリリース。3月19日には、14thシングル「バリア」をリリース。本楽曲は、ジェシーが主演を務める映画『お嬢と番犬くん』主題歌に起用された。
4月6日より、冠番組『Golden SixTONES』が、日本テレビ系にてレギュラー放送がスタート。2月23日放送の『ザ!鉄腕!DASH!!』（日本テレビ系）に出演した際に、TOKIOのリーダー・城島茂からサプライズ発表された。
5月1日、グループ結成10周年記念生配信「ロクオン! ～Xth anniversary～」を開催。本配信中、グループの楽曲より66曲が5月17日にサブスク解禁され、ストリーミング&ダウンロード配信されることが発表された。
6月4日、15thシングル「BOYZ」をリリース。本楽曲は、テレビアニメ『WIND BREAKER Season2』オープニングテーマに起用された。本シングルは、7thシングル「わたし」以来となるBillboard JAPAN「Hot 100」1位を獲得した。
7月6日、デジタルシングル「Stargaze」をリリース。本楽曲は、RADWIMPS・野田洋次郎による書き下ろしであり、日本テレビ系『第45回全国高等学校クイズ選手権』応援ソングに起用された。9月10日には、16thシングルとしてリリース予定。
7月18日より、Amazon Prime Videoにて新番組『ワロタ！』が配信開始予定。本番組は、全6回で構成されるコント番組であり、脚本・演出にも参加するメンバーがゲストを迎え、さまざまなコントに挑戦するもの。

## 受賞歴
2020年
- ananAWARD 2020 - 大賞
- GQ MEN OF THE YEAR 2020 - ポップ・アイコン・オブ・ザ・イヤー賞
- オリコン年間ランキング2020 - アーティスト別セールス部門 新人ランキング 1位
- 第35回日本ゴールドディスク大賞 - ニュー・アーティスト・オブ・ザ・イヤー（「Imitation Rain/D.D.」）
- 第35回日本ゴールドディスク大賞 - シングル・オブ・ザ・イヤー（「Imitation Rain/D.D.」）

2021年
- オリコン上半期ランキング2021 - 作品別売上数部門 アルバムランキング 1位（『1ST』）
- 第36回日本ゴールドディスク大賞 - ベスト5アルバム（邦楽部門）（『1ST』）

2022年
- オリコン上半期ランキング2022 - 作品別売上数部門 アルバムランキング 1位（『CITY』）
- 第37回日本ゴールドディスク大賞 - ベスト5アルバム（邦楽部門）（『CITY』）

2023年
- 第116回ザテレビジョンドラマアカデミー賞 - ドラマソング賞（「こっから」）

2024年
- 第38回日本ゴールドディスク大賞 - ベスト5アルバム（邦楽部門）（『声』）
- オリコン上半期ランキング2024 - 総合アルバムチャート「Hot Albums」1位（『THE VIBES』）
- MTV VMAJ 2024 - Group of the Year

2025年
- 第39回日本ゴールドディスク大賞 - ベスト5アルバム（邦楽部門）（『VVS』）

## ディスコグラフィ
順位はオリコン週間ランキング、Billboard JAPAN「Hot 100」最高位を示す。

### シングル

#### CDシングル
|          | 発売日         | タイトル               | 形態   | 形態            | 規格品番     | 初週売上  | 順位    | 順位 | 収録アルバム |
| オリコン | 発売日         | タイトル               | 形態   | 形態            | 規格品番     | 初週売上  | Hot 100 |      | 収録アルバム |
| -------- | -------------- | ---------------------- | ------ | --------------- | ------------ | --------- | ------- | ---- | ------------ |
| 1st      | 2020年1月22日  | Imitation Rain/D.D.    | CD+DVD | 初回盤          | SECJ-1/2     | 132.8万枚 | 1位     | 1位  | 1ST          |
| 1st      | 2020年1月22日  | Imitation Rain/D.D.    | CD+DVD | with Snow Man盤 | SECJ-3/4     | 132.8万枚 | 1位     | 1位  | 1ST          |
| 1st      | 2020年1月22日  | Imitation Rain/D.D.    | CD     | 通常盤          | SECJ-5       | 132.8万枚 | 1位     | 1位  | 1ST          |
| 1st      | 2020年1月22日  | Imitation Rain/D.D.    | CD+DVD | 初回盤          | AVCD-94666/B | 132.8万枚 | 1位     | 1位  | 1ST          |
| 1st      | 2020年1月22日  | Imitation Rain/D.D.    | CD+DVD | with SixTONES盤 | AVCD-94667/B | 132.8万枚 | 1位     | 1位  | 1ST          |
| 1st      | 2020年1月22日  | Imitation Rain/D.D.    | CD     | 通常盤          | AVCD-94668   | 132.8万枚 | 1位     | 1位  | 1ST          |
| 2nd      | 2020年7月22日  | NAVIGATOR              | CD+DVD | 初回盤          | SECJ-6/7     | 62.2万枚  | 1位     | 1位  | 1ST          |
| 2nd      | 2020年7月22日  | NAVIGATOR              | CD+DVD | 期間限定盤      | SECJ-8/9     | 62.2万枚  | 1位     | 1位  | 1ST          |
| 2nd      | 2020年7月22日  | NAVIGATOR              | CD     | 通常盤          | SECJ-10      | 62.2万枚  | 1位     | 1位  | 1ST          |
| 3rd      | 2020年11月11日 | NEW ERA                | CD+DVD | 初回盤          | SECJ-11/2    | 44.6万枚  | 1位     | 1位  | 1ST          |
| 3rd      | 2020年11月11日 | NEW ERA                | CD+DVD | 期間限定盤      | SECJ-13/4    | 44.6万枚  | 1位     | 1位  | 1ST          |
| 3rd      | 2020年11月11日 | NEW ERA                | CD     | 通常盤          | SECJ-15      | 44.6万枚  | 1位     | 1位  | 1ST          |
| 4th      | 2021年2月17日  | 僕が僕じゃないみたいだ | CD+DVD | 初回盤A         | SECJ-21/2    | 43.1万枚  | 1位     | 1位  | CITY         |
| 4th      | 2021年2月17日  | 僕が僕じゃないみたいだ | CD+DVD | 初回盤B         | SECJ-23/4    | 43.1万枚  | 1位     | 1位  | CITY         |
| 4th      | 2021年2月17日  | 僕が僕じゃないみたいだ | CD     | 通常盤          | SECJ-25      | 43.1万枚  | 1位     | 1位  | CITY         |
| 5th      | 2021年8月11日  | マスカラ               | CD+DVD | 初回盤A         | SECJ-26/7    | 49.6万枚  | 1位     | 1位  | CITY         |
| 5th      | 2021年8月11日  | マスカラ               | CD+DVD | 初回盤B         | SECJ-28/9    | 49.6万枚  | 1位     | 1位  | CITY         |
| 5th      | 2021年8月11日  | マスカラ               | CD     | 通常盤          | SECJ-30      | 49.6万枚  | 1位     | 1位  | CITY         |
| 6th      | 2022年3月2日   | 共鳴                   | CD+DVD | 初回盤A         | SECJ-40/1    | 40.0万枚  | 1位     | 1位  | 声           |
| 6th      | 2022年3月2日   | 共鳴                   | CD+DVD | 初回盤B         | SECJ-42/3    | 40.0万枚  | 1位     | 1位  | 声           |
| 6th      | 2022年3月2日   | 共鳴                   | CD     | 通常盤          | SECJ-44      | 40.0万枚  | 1位     | 1位  | 声           |
| 7th      | 2022年6月8日   | わたし                 | CD+DVD | 初回盤A         | SECJ-45/6    | 47.1万枚  | 1位     | 1位  | 声           |
| 7th      | 2022年6月8日   | わたし                 | CD+DVD | 初回盤B         | SECJ-47/8    | 47.1万枚  | 1位     | 1位  | 声           |
| 7th      | 2022年6月8日   | わたし                 | CD     | 通常盤          | SECJ-49      | 47.1万枚  | 1位     | 1位  | 声           |
| 8th      | 2022年11月2日  | Good Luck!/ふたり      | CD+DVD | 初回盤A         | SECJ-50/1    | 39.2万枚  | 1位     | 3位  | 声           |
| 8th      | 2022年11月2日  | Good Luck!/ふたり      | CD+DVD | 初回盤B         | SECJ-52/3    | 39.2万枚  | 1位     | 3位  | 声           |
| 8th      | 2022年11月2日  | Good Luck!/ふたり      | CD     | 通常盤          | SECJ-54      | 39.2万枚  | 1位     | 3位  | 声           |
| 9th      | 2023年4月12日  | ABARERO                | CD+DVD | 初回盤A         | SECJ-64/5    | 42.9万枚  | 1位     | 3位  | THE VIBES    |
| 9th      | 2023年4月12日  | ABARERO                | CD+DVD | 初回盤B         | SECJ-66/7    | 42.9万枚  | 1位     | 3位  | THE VIBES    |
| 9th      | 2023年4月12日  | ABARERO                | CD     | 通常盤          | SECJ-68      | 42.9万枚  | 1位     | 3位  | THE VIBES    |
| 10th     | 2023年6月14日  | こっから               | CD+DVD | 初回盤A         | SECJ-69/70   | 49.5万枚  | 1位     | 2位  | THE VIBES    |
| 10th     | 2023年6月14日  | こっから               | CD+DVD | 初回盤B         | SECJ-71/2    | 49.5万枚  | 1位     | 2位  | THE VIBES    |
| 10th     | 2023年6月14日  | こっから               | CD     | 通常盤          | SECJ-73      | 49.5万枚  | 1位     | 2位  | THE VIBES    |
| 11th     | 2023年8月30日  | CREAK                  | CD+DVD | 初回盤A         | SECJ-74/5    | 47.5万枚  | 1位     | 2位  | THE VIBES    |
| 11th     | 2023年8月30日  | CREAK                  | CD+DVD | 初回盤B         | SECJ-76/7    | 47.5万枚  | 1位     | 2位  | THE VIBES    |
| 11th     | 2023年8月30日  | CREAK                  | CD     | 通常盤          | SECJ-78      | 47.5万枚  | 1位     | 2位  | THE VIBES    |
| 12th     | 2024年5月1日   | 音色                   | CD+DVD | 初回盤A         | SECJ-88/9    | 52.3万枚  | 1位     | 3位  | GOLD         |
| 12th     | 2024年5月1日   | 音色                   | CD+DVD | 初回盤B         | SECJ-90/1    | 52.3万枚  | 1位     | 3位  | GOLD         |
| 12th     | 2024年5月1日   | 音色                   | CD     | 通常盤          | SECJ-92      | 52.3万枚  | 1位     | 3位  | GOLD         |
| 13th     | 2024年7月10日  | GONG/ここに帰ってきて  | CD+DVD | 初回盤A         | SECJ-93/4    | 42.6万枚  | 1位     | 2位  | GOLD         |
| 13th     | 2024年7月10日  | GONG/ここに帰ってきて  | CD+DVD | 初回盤B         | SECJ-95/6    | 42.6万枚  | 1位     | 2位  | GOLD         |
| 13th     | 2024年7月10日  | GONG/ここに帰ってきて  | CD     | 通常盤          | SECJ-97      | 42.6万枚  | 1位     | 2位  | GOLD         |
| 14th     | 2025年3月19日  | バリア                 | CD+DVD | 初回盤          | SECJ-107/8   | 36.3万枚  | 1位     | 2位  | 未収録       |
| 14th     | 2025年3月19日  | バリア                 | CD     | 通常盤          | SECJ-109     | 36.3万枚  | 1位     | 2位  | 未収録       |
| 14th     | 2025年3月19日  | バリア                 | CD+DVD | MTV Unplugged盤 | SECJ-110/1   | 36.3万枚  | 1位     | 2位  | 未収録       |
| 15th     | 2025年6月4日   | BOYZ                   | CD+DVD | 初回盤A         | SECJ-121/2   | 35.7万枚  | 1位     | 1位  | 未収録       |
| 15th     | 2025年6月4日   | BOYZ                   | CD+DVD | 初回盤B         | SECJ-123/4   | 35.7万枚  | 1位     | 1位  | 未収録       |
| 15th     | 2025年6月4日   | BOYZ                   | CD     | 通常盤          | SECJ-125     | 35.7万枚  | 1位     | 1位  | 未収録       |
| 16th     | 2025年9月10日  | Stargaze               | CD+DVD | 初回盤A         | SECJ-126/7   | TBA       | TBA     | TBA  | 未収録       |
| 16th     | 2025年9月10日  | Stargaze               | CD+DVD | 初回盤B         | SECJ-128/9   | TBA       | TBA     | TBA  | 未収録       |
| 16th     | 2025年9月10日  | Stargaze               | CD     | 通常盤          | SECJ-130     | TBA       | TBA     | TBA  | 未収録       |

#### 配信限定シングル
| 配信日       | タイトル | 順位            | 順位            | 順位            | 順位     | 順位     | 順位     | 認定（RIAJ） | 認定（RIAJ） | 収録アルバム |
| 配信日       | タイトル | Billboard JAPAN | Billboard JAPAN | Billboard JAPAN | オリコン | オリコン | オリコン | 認定（RIAJ） | 認定（RIAJ） | 収録アルバム |
| 配信日       | タイトル | Hot 100         | DL              | ST              |          |          |          |              |              | 収録アルバム |
| 配信日       | タイトル | Hot 100         | DL              | ST              | DS       | ST       | 合算     | DL           | ST           | 収録アルバム |
| ------------ | -------- | --------------- | --------------- | --------------- | -------- | -------- | -------- | ------------ | ------------ | ------------ |
| 2025年7月6日 | Stargaze | TBA             | TBA             | TBA             | TBA      | TBA      | TBA      | TBA          | TBA          | 未収録       |

### アルバム
|     | 発売日        | タイトル  | 形態       | 形態            | 規格品番   | 初週売上 | 順位 |
| --- | ------------- | --------- | ---------- | --------------- | ---------- | -------- | ---- |
| 1st | 2021年1月6日  | 1ST       | CD+DVD     | 初回盤A：原石盤 | SECJ-16/7  | 46.7万枚 | 1位  |
| 1st | 2021年1月6日  | 1ST       | CD+DVD     | 初回盤B：音色盤 | SECJ-18/9  | 46.7万枚 | 1位  |
| 1st | 2021年1月6日  | 1ST       | CD         | 通常盤          | SECJ-20    | 46.7万枚 | 1位  |
| 2nd | 2022年1月5日  | CITY      | CD+Blu-ray | 初回盤A         | SECJ-31/2  | 47.0万枚 | 1位  |
| 2nd | 2022年1月5日  | CITY      | CD+DVD     | 初回盤A         | SECJ-33/4  | 47.0万枚 | 1位  |
| 2nd | 2022年1月5日  | CITY      | CD+Blu-ray | 初回盤B         | SECJ-35/6  | 47.0万枚 | 1位  |
| 2nd | 2022年1月5日  | CITY      | CD+DVD     | 初回盤B         | SECJ-37/8  | 47.0万枚 | 1位  |
| 2nd | 2022年1月5日  | CITY      | CD         | 通常盤          | SECJ-39    | 47.0万枚 | 1位  |
| 3rd | 2023年1月4日  | 声        | CD+Blu-ray | 初回盤A         | SECJ-55/6  | 51.7万枚 | 1位  |
| 3rd | 2023年1月4日  | 声        | CD+DVD     | 初回盤A         | SECJ-57/8  | 51.7万枚 | 1位  |
| 3rd | 2023年1月4日  | 声        | CD+Blu-ray | 初回盤B         | SECJ-59/60 | 51.7万枚 | 1位  |
| 3rd | 2023年1月4日  | 声        | CD+DVD     | 初回盤B         | SECJ-61/2  | 51.7万枚 | 1位  |
| 3rd | 2023年1月4日  | 声        | CD         | 通常盤          | SECJ-63    | 51.7万枚 | 1位  |
| 4th | 2024年1月10日 | THE VIBES | CD+Blu-ray | 初回盤A         | SECJ-79/80 | 49.7万枚 | 1位  |
| 4th | 2024年1月10日 | THE VIBES | CD+DVD     | 初回盤A         | SECJ-81/2  | 49.7万枚 | 1位  |
| 4th | 2024年1月10日 | THE VIBES | CD+Blu-ray | 初回盤B         | SECJ-83/4  | 49.7万枚 | 1位  |
| 4th | 2024年1月10日 | THE VIBES | CD+DVD     | 初回盤B         | SECJ-85/6  | 49.7万枚 | 1位  |
| 4th | 2024年1月10日 | THE VIBES | CD         | 通常盤          | SECJ-87    | 49.7万枚 | 1位  |
| 5th | 2025年1月15日 | GOLD      | CD+Blu-ray | 初回盤A         | SECJ-98/9  | 42.2万枚 | 1位  |
| 5th | 2025年1月15日 | GOLD      | CD+DVD     | 初回盤A         | SECJ-100/1 | 42.2万枚 | 1位  |
| 5th | 2025年1月15日 | GOLD      | CD+Blu-ray | 初回盤B         | SECJ-102/3 | 42.2万枚 | 1位  |
| 5th | 2025年1月15日 | GOLD      | CD+DVD     | 初回盤B         | SECJ-104/5 | 42.2万枚 | 1位  |
| 5th | 2025年1月15日 | GOLD      | CD         | 通常盤          | SECJ-106   | 42.2万枚 | 1位  |

### 未発売曲
JASRAC公式サイト上の「作品データベース検索サービス」におけるアーティスト名に「SixTONES」を含む楽曲の検索結果をもとに記載。
| 年     | タイトル       | 作詞            | 作曲                                                         | 作品コード |
| ------ | -------------- | --------------- | ------------------------------------------------------------ | ---------- |
| 2016年 | IN THE STORM   | 深川琴美        | STEVEN LEE / ANDERS WIGELIUS / ERIK WIGELIUS                 | 1J5-6509-8 |
| 2017年 | Amazing!!!!!!  | MORISHIN        | OEHRN ANDREAS / LAURIDSEN CHRISTOFFER / GRIBBE SIMON ANDREAS | 1K3-6191-7 |
| 2017年 | Beautiful Life | MINE            | MINE / ATSUSHI SHIMADA / LADIMEJI DELE                       | 1L0-4176-2 |
| 2018年 | Jungle         | Komei Kobayashi | AKESSON ROBIN BORJE / KOOS KAMERLING                         | 1L7-0917-8 |
| 2018年 | Night Train    | ma-saya         | JOEY CARBONE                                                 | 240-5407-1 |
| 2019年 | Mr.ズドン      | Mr.ズドン       | Mr.ズドン                                                    | 244-7682-0 |

### 映像作品
総合はミュージックDVD・Blu-rayを示す。
|     | 発売日         | タイトル           | 形態     | 形態   | 規格品番   | 初週売上                                       | 順位                            |
| --- | -------------- | ------------------ | -------- | ------ | ---------- | ---------------------------------------------- | ------------------------------- |
| 1st | 2020年10月14日 | TrackONE -IMPACT-  | 2DVD     | 初回盤 | SEBJ-1/2   | DVD：10.3万枚 Blu-ray：15.2万枚 合計：25.5万枚 | DVD：1位 Blu-ray：1位 総合：1位 |
| 1st | 2020年10月14日 | TrackONE -IMPACT-  | 2DVD     | 通常盤 | SEBJ-3/4   | DVD：10.3万枚 Blu-ray：15.2万枚 合計：25.5万枚 | DVD：1位 Blu-ray：1位 総合：1位 |
| 1st | 2020年10月14日 | TrackONE -IMPACT-  | 2Blu-ray | 初回盤 | SEXJ-1/2   | DVD：10.3万枚 Blu-ray：15.2万枚 合計：25.5万枚 | DVD：1位 Blu-ray：1位 総合：1位 |
| 1st | 2020年10月14日 | TrackONE -IMPACT-  | 2Blu-ray | 通常盤 | SEXJ-3/4   | DVD：10.3万枚 Blu-ray：15.2万枚 合計：25.5万枚 | DVD：1位 Blu-ray：1位 総合：1位 |
| 2nd | 2021年10月20日 | on eST             | 2DVD     | 初回盤 | SEBJ-5/6   | DVD：9.4万枚 Blu-ray：16.2万枚 合計：25.6万枚  | DVD：1位 Blu-ray：1位 総合：1位 |
| 2nd | 2021年10月20日 | on eST             | 2DVD     | 通常盤 | SEBJ-7/8   | DVD：9.4万枚 Blu-ray：16.2万枚 合計：25.6万枚  | DVD：1位 Blu-ray：1位 総合：1位 |
| 2nd | 2021年10月20日 | on eST             | 2Blu-ray | 初回盤 | SEXJ-5/6   | DVD：9.4万枚 Blu-ray：16.2万枚 合計：25.6万枚  | DVD：1位 Blu-ray：1位 総合：1位 |
| 2nd | 2021年10月20日 | on eST             | 2Blu-ray | 通常盤 | SEXJ-7/8   | DVD：9.4万枚 Blu-ray：16.2万枚 合計：25.6万枚  | DVD：1位 Blu-ray：1位 総合：1位 |
| 3rd | 2022年9月28日  | Feel da CITY       | 2DVD     | 初回盤 | SEBJ-9/10  | DVD：9.8万枚 Blu-ray：17.8万枚 合計：27.6万枚  | DVD：1位 Blu-ray：1位 総合：1位 |
| 3rd | 2022年9月28日  | Feel da CITY       | 2DVD     | 通常盤 | SEBJ-11/2  | DVD：9.8万枚 Blu-ray：17.8万枚 合計：27.6万枚  | DVD：1位 Blu-ray：1位 総合：1位 |
| 3rd | 2022年9月28日  | Feel da CITY       | 2Blu-ray | 初回盤 | SEXJ-9/10  | DVD：9.8万枚 Blu-ray：17.8万枚 合計：27.6万枚  | DVD：1位 Blu-ray：1位 総合：1位 |
| 3rd | 2022年9月28日  | Feel da CITY       | 2Blu-ray | 通常盤 | SEXJ-11/2  | DVD：9.8万枚 Blu-ray：17.8万枚 合計：27.6万枚  | DVD：1位 Blu-ray：1位 総合：1位 |
| 4th | 2023年11月1日  | 慣声の法則 in DOME | 3DVD     | 初回盤 | SEBJ-13/5  | DVD：9.9万枚 Blu-ray：20万枚 合計：29.9万枚    | DVD：1位 Blu-ray：1位 総合：1位 |
| 4th | 2023年11月1日  | 慣声の法則 in DOME | 3DVD     | 通常盤 | SEBJ-16/8  | DVD：9.9万枚 Blu-ray：20万枚 合計：29.9万枚    | DVD：1位 Blu-ray：1位 総合：1位 |
| 4th | 2023年11月1日  | 慣声の法則 in DOME | 2Blu-ray | 初回盤 | SEXJ-13/4  | DVD：9.9万枚 Blu-ray：20万枚 合計：29.9万枚    | DVD：1位 Blu-ray：1位 総合：1位 |
| 4th | 2023年11月1日  | 慣声の法則 in DOME | 2Blu-ray | 通常盤 | SEXJ-15/6  | DVD：9.9万枚 Blu-ray：20万枚 合計：29.9万枚    | DVD：1位 Blu-ray：1位 総合：1位 |
| 5th | 2024年10月16日 | VVS                | 4DVD     | 初回盤 | SECJ-19/22 | DVD：7.7万枚 Blu-ray：16.4万枚 合計：24.1万枚  | DVD：1位 Blu-ray：1位 総合：1位 |
| 5th | 2024年10月16日 | VVS                | 3DVD     | 通常盤 | SECJ-23/5  | DVD：7.7万枚 Blu-ray：16.4万枚 合計：24.1万枚  | DVD：1位 Blu-ray：1位 総合：1位 |
| 5th | 2024年10月16日 | VVS                | 2Blu-ray | 初回盤 | SEXJ-17/8  | DVD：7.7万枚 Blu-ray：16.4万枚 合計：24.1万枚  | DVD：1位 Blu-ray：1位 総合：1位 |
| 5th | 2024年10月16日 | VVS                | 2Blu-ray | 通常盤 | SEXJ-19/20 | DVD：7.7万枚 Blu-ray：16.4万枚 合計：24.1万枚  | DVD：1位 Blu-ray：1位 総合：1位 |

### 参加作品
- 素顔4（2020年1月8日）- ジャニーズJr.
- smile（音楽配信：2020年6月22日、CD：2020年8月12日）- Twenty★Twenty
- WE ARE（音楽配信：2024年4月10日、CD：2024年7月24日）- STARTO for you

### ミュージックビデオ
フルサイズ解禁年をもとに記載。
| 年     | タイトル                   | リンク      | 監督               | 備考                                                                                 |
| ------ | -------------------------- | ----------- | ------------------ | ------------------------------------------------------------------------------------ |
| 2018年 | JAPONICA STYLE             | [ 動画 1 ]  | 脇坂侑希           |                                                                                      |
| 2020年 | Imitation Rain             | [ 動画 2 ]  | 安田大地           |                                                                                      |
| 2020年 | NAVIGATOR                  | [ 動画 3 ]  | 安田大地           |                                                                                      |
| 2020年 | NEW ERA                    | [ 動画 4 ]  | 安田大地           |                                                                                      |
| 2021年 | ST                         | [ 動画 5 ]  | 福居英晃           |                                                                                      |
| 2021年 | EXTRA VIP                  | [ 動画 6 ]  | 佐伯雄一郎         | ジェシー・田中のユニット曲                                                           |
| 2021年 | My Hometown                | [ 動画 6 ]  | ウエダマサキ       | 髙地・森本のユニット曲                                                               |
| 2021年 | ってあなた                 | [ 動画 6 ]  | 三石直和           | 京本・松村のユニット曲                                                               |
| 2021年 | うやむや                   | [ 動画 7 ]  | えむめろ           | 全編アニメーションMV アニメーション：えむめろ イラストレーション：ダイスケリチャード |
| 2021年 | 僕が僕じゃないみたいだ     | [ 動画 8 ]  | 大久保拓朗         |                                                                                      |
| 2021年 | Strawberry Breakfast       | [ 動画 9 ]  | 瀬里義治           |                                                                                      |
| 2021年 | Lifetime                   | [ 動画 10 ] | 加藤ヒデジン       |                                                                                      |
| 2021年 | マスカラ                   | [ 動画 11 ] | 芳賀陽平           |                                                                                      |
| 2021年 | フィギュア                 | [ 動画 12 ] | えむめろ           | 全編アニメーションMV アニメーション：えむめろ イラストレーション：リトルサンダー     |
| 2022年 | Rosy                       | [ 動画 13 ] | 芳賀陽平           |                                                                                      |
| 2022年 | LOUDER                     | [ 動画 14 ] | 市川稜             | ジェシー・森本のユニット曲                                                           |
| 2022年 | 真っ赤な嘘                 | [ 動画 14 ] | えむめろ           | 松村・髙地のユニット曲                                                               |
| 2022年 | With The Flow              | [ 動画 14 ] | Nasty Men$ah       | 京本・田中のユニット曲                                                               |
| 2022年 | 共鳴                       | [ 動画 15 ] | えむめろ           |                                                                                      |
| 2022年 | FASHION                    | [ 動画 16 ] | 土屋隆俊           |                                                                                      |
| 2022年 | わたし                     | [ 動画 17 ] | 内山拓也           |                                                                                      |
| 2022年 | PARTY PEOPLE               | [ 動画 18 ] | 鈴木利幸           |                                                                                      |
| 2022年 | Good Luck!                 | [ 動画 19 ] | 鈴木利幸           |                                                                                      |
| 2022年 | ふたり                     | [ 動画 20 ] | 加藤ヒデジン       |                                                                                      |
| 2023年 | Boom-Pow-Wow!              | [ 動画 21 ] | 鈴木利幸           |                                                                                      |
| 2023年 | OPA!                       | [ 動画 22 ] | Nasty Men$ah       | 森本・田中のユニット曲                                                               |
| 2023年 | ラ・ラ・ラ・ラブストーリー | [ 動画 22 ] | 山口保幸           | 京本・髙地のユニット曲                                                               |
| 2023年 | 愛という名のベール         | [ 動画 22 ] | 多田卓也           | ジェシー・松村のユニット曲                                                           |
| 2023年 | ABARERO                    | [ 動画 23 ] | 安田大地           |                                                                                      |
| 2023年 | こっから                   | [ 動画 24 ] | Nasty Men$ah       |                                                                                      |
| 2023年 | CREAK                      | [ 動画 25 ] | 大河臣             |                                                                                      |
| 2023年 | Only Holy                  | [ 動画 26 ] | 不明               |                                                                                      |
| 2024年 | アンセム                   | [ 動画 27 ] | Nasty Men$ah       |                                                                                      |
| 2024年 | 君がいない                 | [ 動画 28 ] | えむめろ           | 全編アニメーションMV アニメーション：えむめろ イラストレーション：ピカタ             |
| 2024年 | Blue Days                  | [ 動画 29 ] | 瀬里義治           | ジェシー・髙地のユニット曲                                                           |
| 2024年 | 希望の唄                   | [ 動画 29 ] | 水野那央貴         | 京本・森本のユニット曲                                                               |
| 2024年 | スーパーボーイ             | [ 動画 29 ] | Nasty Men$ah       | 松村・田中のユニット曲                                                               |
| 2024年 | 音色                       | [ 動画 30 ] | Nasty Men$ah       |                                                                                      |
| 2024年 | ここに帰ってきて           | [ 動画 31 ] | Rachel Chie Miller |                                                                                      |
| 2024年 | GONG                       | [ 動画 32 ] | 丸山雄大           |                                                                                      |
| 2025年 | THE BALLERS                | [ 動画 33 ] | 中村剛             |                                                                                      |
| 2025年 | PARTY ANIMAL               | [ 動画 34 ] |                    | 髙地・田中のユニット曲                                                               |
| 2025年 | Don't Know Why             | [ 動画 34 ] | 森本一平           | 松村・森本のユニット曲                                                               |
| 2025年 | You are the only one       | [ 動画 34 ] |                    | ジェシー・京本のユニット曲                                                           |
| 2025年 | バリア                     | [ 動画 35 ] |                    |                                                                                      |
| 2025年 | BOYZ                       | [ 動画 36 ] |                    |                                                                                      |
| 2025年 | Stargaze                   | [ 動画 37 ] |                    |                                                                                      |

## タイアップ
| 起用年 | タイトル               | タイアップ                                                                      |
| ------ | ---------------------- | ------------------------------------------------------------------------------- |
| 2019年 | 光る、兆し             | CM：「モンスターストライク」                                                    |
| 2020年 | Imitation Rain         | CM：セブン-イレブン「VSコラボキャンペーン」                                     |
| 2020年 | Imitation Rain         | CM：NTTドコモ「新体感ライブ CONNECT」                                           |
| 2020年 | Imitation Rain         | CM：WEGO「WEGO×SixTONESコラボキャンペーン」                                     |
| 2020年 | NAVIGATOR              | フジテレビ系アニメ『富豪刑事 Balance:UNLIMITED』オープニングテーマ              |
| 2020年 | NEW ERA                | 読売テレビ・日本テレビ系アニメ『半妖の夜叉姫』オープニングテーマ                |
| 2021年 | ST                     | CM：エイブル                                                                    |
| 2021年 | Lifetime               | CM：出光興産                                                                    |
| 2021年 | 僕が僕じゃないみたいだ | 映画『ライアー×ライアー』主題歌                                                 |
| 2021年 | Everlasting            | CM：出光興産                                                                    |
| 2022年 | Rosy                   | 映画『スパイダーマン:ノー・ウェイ・ホーム』日本語吹替版主題歌                   |
| 2022年 | 共鳴                   | 読売テレビ・日本テレビ系アニメ『半妖の夜叉姫』弍ノ章1月クールオープニングテーマ |
| 2022年 | Your Best Day          | CM：エイブル                                                                    |
| 2022年 | わたし                 | カンテレ・フジテレビ系月10ドラマ『恋なんて、本気でやってどうするの?』挿入歌     |
| 2022年 | オンガク               | CM：ソニー ワイヤレス型イヤホン「LinkBuds S」                                   |
| 2022年 | Sing Along             | CM：ECCジュニア                                                                 |
| 2022年 | Good Luck!             | テレビ朝日系金曜ナイトドラマ『最初はパー』主題歌                                |
| 2022年 | ふたり                 | 日本テレビ系シンドラ『束の間の一花』主題歌                                      |
| 2022年 | Boom-Pow-Wow!          | CM：ソニー ワイヤレス型イヤホン「LinkBuds S」                                   |
| 2022年 | Always                 | CM：出光興産                                                                    |
| 2023年 | 人人人                 | CM：エイブル                                                                    |
| 2023年 | SUBWAY DREAMS          | CM：ECCジュニア                                                                 |
| 2023年 | Drive                  | CM：リーボック「Spring Kicks」                                                  |
| 2023年 | こっから               | 日本テレビ系日曜ドラマ『だが、情熱はある』主題歌                                |
| 2023年 | CREAK                  | テレビ朝日系オシドラサタデー『ノッキンオン・ロックドドア』主題歌                |
| 2023年 | Eye to Eye             | CM：ロート製薬                                                                  |
| 2024年 | 音色                   | カンテレ・フジテレビ系火ドラ★イレブン『お迎え渋谷くん』主題歌                   |
| 2024年 | GONG                   | 日本テレビ系日曜ドラマ『ACMA:GAME アクマゲーム』挿入歌                          |
| 2024年 | GONG                   | 映画『劇場版 ACMA:GAME 最後の鍵』挿入歌                                         |
| 2024年 | ここに帰ってきて       | 映画『言えない秘密』主題歌                                                      |
| 2024年 | SPICY                  | CM：メルセデス・ベンツ「新型EQA/EQB」                                           |
| 2024年 | Focus                  | CM：ロート製薬                                                                  |
| 2024年 | BORDERLESS             | CM：ソニー銀行                                                                  |
| 2024年 | THE BALLERS            | テーマソング：りそなグループ B.LEAGUE 2024-25 SEASON                            |
| 2025年 | バリア                 | 映画『お嬢と番犬くん』主題歌                                                    |
| 2025年 | BOYZ                   | MBS・TBS系スーパーアニメイズムTURBO『WIND BREAKER Season2』オープニングテーマ   |
| 2025年 | Stargaze               | 日本テレビ系『第45回全国高等学校クイズ選手権』応援ソング                        |

## 出演

### 舞台
- ジャニーズ銀座2015（2015年4月30日・5月1日・3日・4日、シアタークリエ）[198]
- 少年たち 世界の夢が・・・戦争を知らない子供達（2015年9月4日 - 9月28日、日生劇場）- Snow Manとのダブル主演[199][200]
- JOHNNYS' World（2015年12月11日 - 2016年1月27日、帝国劇場）[201][202]
- ジャニーズ銀座2016（2016年5月27日 - 30日、シアタークリエ）[203]
- 少年たち 危機一髪！（2016年9月4日 - 28日、日生劇場）- Snow Manとのダブル主演[204][205]
- JOHNNYS' ALL STARS IsLAND（2016年12月3日 - 2017年1月24日、帝国劇場）[206]
- 東SixTONES×西関西ジャニーズJr. SHOW合戦（2017年2月18日 - 26日、新橋演舞場）[207]
- 少年たち 〜Born Tomorrow〜（2017年9月7日 - 28日、日生劇場 / 10月27日 - 11月12日、大阪松竹座）- Snow Manとのダブル主演[153][208]
- 少年たち LIVE（2017年10月7日 - 10月17日、愛知・兵庫・和歌山・広島）[209]
- JOHNNYS' Happy New Year IsLAND（2018年1月1日 - 27日、帝国劇場）[210]
- 少年たち そして、それから・・・（2018年9月7日 - 28日、日生劇場）- Snow Manとのダブル主演[211][212]
- JOHNNYS' King & Prince IsLAND（2018年12月6日 - 2019年1月27日、帝国劇場）[213]
- 少年たち To be!（2019年9月7日 - 28日、日生劇場）- Snow Manとのダブル主演[214]

### コンサート
- サマステ ジャニーズキング〔永瀬廉・SixTONES・Travis Japan〕（2016年8月17日 - 25日、EXシアター六本木）[215]
- ジャニーズJr.祭り（2017年3月24日 - 26日、横浜アリーナ / 4月8日・9日、さいたまスーパーアリーナ / 5月3日、大阪城ホール）[216]
- サマステ 〜君たちが〜KING'S TREASURE（2017年8月1日 - 3日〔単独公演〕、8月11日 - 13日〔Snow Manと合同公演〕、EXシアター六本木）[217]
- お台場 踊り場 土日の遊び場（2017年12月9日・10日、東京・お台場特設会場 フジテレビ湾岸スタジオ内）[218]
- ジャニーズJr.祭り 2018（2018年2月23日 - 25日、大阪城ホール / 3月24日・27日〔合同公演〕・26日〔単独公演〕、横浜アリーナ）[219]
- Summer Paradise 2018（2018年7月28日 - 8月4日・28日・29日、東京ドームシティホール）[220]
- ジャニーズJr.8・8祭り 〜東京ドームから始まる〜（2019年8月8日、東京ドーム）[221]
- ジャニーズカウントダウンライブ（東京ドーム）
  - ジャニーズカウントダウン 2019-2020（2019年12月31日・2020年1月1日）[222][223]
  - ジャニーズカウントダウン 2021-2022（2021年12月31日・2022年1月1日）[224]
  - ジャニーズカウントダウン 2022-2023（2022年12月31日・2023年1月1日）[225]
- Johnny's Festival 〜Thank you 2021 Hello 2022〜（2021年12月30日、東京ドーム）[226]
- WE ARE! Let's get the party STARTO!!（2024年4月10日、東京ドーム / 5月29日・30日、京セラドーム大阪）[227]
- MTV Unplugged: SixTONES（2024年12月26日、神奈川県内某所）[228]

### テレビ番組
- ザ少年倶楽部（2015年 - 2023年、NHK BSプレミアム）
- ジャニーズJr.dex（2017年10月21日 - 2018年3月3日、フジテレビ）[229][230]
- 調べるJ（2019年7月20日[231]・12月27日[232]、テレビ朝日）
- バリューの真実（NHK Eテレ）
  - パイロット版1回目（2020年12月20日・27日[233]）
  - パイロット版2回目（2021年6月1日・8日[234]）
  - レギュラー放送（2022年3月29日・4月5日[235][236] - 2024年3月26日[237]）
- 日本中に元気を!! ジャニーズカウントダウン2020-2021 〜東京の街から歌でつながる生放送〜（2020年12月31日・2021年1月1日、フジテレビ）[238]
- 題名のない音楽会（2022年4月23日、テレビ朝日）[239]
- 全国高等学校クイズ選手権（日本テレビ）- パーソナリティ
  - 第44回全国高等学校クイズ選手権（2024年9月19日）[240][241]
  - 第45回全国高等学校クイズ選手権（2025年放送予定）[242]
- SixTONESの今日からプロデューサーズ!（2024年9月15日、日本テレビ）[102]
- Golden SixTONES（日本テレビ）
  - パイロット版1回目（2024年9月22日）[102]
  - パイロット版2回目（2025年1月1日）[243]
  - レギュラー放送（2025年4月6日 - ）[244]
- 昭和平成令和 日本人を支えた80年80曲（2025年8月11日、日本テレビ）- MC[245]

### NHK紅白歌合戦出場歴
| 年度   | 放送回 | 回       | 曲目                   | 備考                                            |
| ------ | ------ | -------- | ---------------------- | ----------------------------------------------- |
| 2019年 | 第70回 | 特別企画 | Let's Go to 2020 Tokyo | ジャニーズJr.として出場                         |
| 2020年 | 第71回 | 初       | Imitation Rain         | 白組歌手として初出場 コーナー出演者としても歌唱 |
| 2021年 | 第72回 | 2        | マスカラ               |                                                 |
| 2022年 | 第73回 | 3        | Good Luck!             | トップバッター                                  |

### ネット配信
- ジャニーズJr.チャンネル（2018年3月21日 - 2019年8月9日、YouTube）- 金曜日担当[252]
- ISLAND TV（2019年3月1日 - 2021年1月31日）[253][254]
- SixTONES YouTube Channel（2019年8月9日 - 、YouTube）[255]
- Johnny's World Happy LIVE with YOU（2020年3月、YouTube / 6月21日、Johnny's netオンライン）[256][257]
- YouTube FanFest 2020（2020年10月11日、YouTube）[258]
- THE FIRST TAKE（YouTube）
  - 「Imitation Rain」（2022年1月1日）[259]
  - 「Everlasting」（2022年1月12日）[260]
  - 「こっから」（2024年1月5日）[261]
  - 「君がいない」（2024年1月17日）[262]
- ロクオン! ～Xth anniversary～（2025年5月1日、FAMILY CLUB ONLINE）[263]
- ワロタ!（2025年7月18日 - 9月26日、Amazon Prime Video）- 隔週金曜配信[114]

### CM・キャンペーン
- YouTube「アーティストプロモキャンペーン」（2018年）[264]
- ミクシィ「モンスターストライク」（2019年）[265]
- NTTドコモ「新体感ライブ」キャンペーンキャラクター（2019年）[266]
- セブン-イレブン「VSコラボキャンペーン」（2019年）[267]
- WEGO
  - 「WEGO×SixTONESコラボキャンペーン」（2020年）[268]
  - 「WEGO '20AUTUMNキャンペーン」（2020年10月16日 - 31日）[269][270]
  - 「WEGO クリスマスキャンペーン」（2020年12月1日 - 25日）[271]
- ヤクルト「ジョア」（2020年 - 2022年）[272][273]
- SHIBUYA109 WINTER SALE（2021年）[274]
- エイブル 企業CM（2021年 - 2023年）[275]
- ソニー「LinkBuds S」（2022年 - 2023年）[276]
- リーボック「Kicks」アンバサダー（2023年）[277][278]
- ロート製薬「目薬はロート」（2023年 - ）[279]

### ラジオ
- らじらー! サタデー（2019年4月6日 - 2021年3月6日、NHKラジオ第1放送）- 22時台MC（Snow Man・Travis Japanと週替わりで担当）[280][281]
- SixTONESのオールナイトニッポン（2019年8月1日、ニッポン放送）[282]
- すとーんずのおしゃべり（2020年1月2日、ニッポン放送）[283]
- SixTONESのオールナイトニッポンサタデースペシャル（2020年4月4日 - 、ニッポン放送）[284]
- ラジオ・チャリティー・ミュージックソン（ニッポン放送）
  - 第46回ラジオ・チャリティー・ミュージックソン（2020年12月24日・25日）- Kis-My-Ft2と共同担当[285]
  - 第47回ラジオ・チャリティー・ミュージックソン（2021年12月24日・25日）[286]
  - 第48回ラジオ・チャリティー・ミュージックソン（2022年12月24日・25日）[287]
- Monthly Artist File-THE VOICE-（2021年1月3日 - 24日、TOKYO FM）- 2021年1月度月間パーソナリティ[288][注 9]

### 映画
- 映画 少年たち（2019年3月29日）[289]
- YOSHIKI: UNDER THE SKY（2023年9月8日）[290]

### フェス・イベント
- ジャニーズ大運動会2017（2017年4月16日、東京ドーム）
- YouTube FanFest Music（2018年12月11日、幕張メッセ）[291]
- KANSAI COLLECTION 2019 SPRING / SUMMER（2019年3月17日、京セラドーム大阪）- シークレットゲスト[292]
- SDGs推進 TGC しずおか 2020 by TOKYO GIRLS COLLECTION（2020年1月11日、ツインメッセ静岡）- シークレットゲスト[293]
- 新体感ライブ With SixTONES/Snow Man（2020年2月18日、東京都内某所）[266]
- 新体感ライブ CONNECT With SixTONES/Snow Man（2020年3月18日、Billboard Live TOKYO）[294]
- ごぶごぶフェスティバル（2024年5月12日、万博記念公園もみじ川芝生広場）[295]
- Talking Rock! FES.2024（2024年7月6日、横浜アリーナ）- シークレットゲスト[296]
- COUNTDOWN JAPAN 24/25（2024年12月31日、幕張メッセ[297]）
- MTV VMAJ（2025年3月19日、Kアリーナ横浜[298]）
- CANNONBALL 2025（2025年8月10日、さいたまスーパーアリーナ[299]）

## 雑誌連載
- 東京ニュース通信社『TVガイド』「すとーんずのれんさい SixTONES STYLE」（2019年5月31日号 - ）[352]
- 小学館『CanCam』「SixTONES in Love -6人のボーイフレンド-」（2020年1月号 - 10月号、全6回）[353]
- 集英社『Myojo』「"TONE"RecordS」（2020年3月号 - ）[354]
- ワニブックス『WiNK UP』「SixTONESのTONES FILE」（2020年4月号 - ）[355]
- ホーム社『Duet』「SixTONES LAB」（2020年5月号 - ）[356]
- 学研プラス『POTATO』「BOOOOM! BOOOOM! SixTONES」（2020年6月号 - ）[357]